# Mecosaspis laeta
Mecosaspis laeta là một loài bọ cánh cứng trong họ Cerambycidae.